# Handball-Bundesliga 2011-2012
La Handball-Bundesliga 2011-2012 è stata la 63ª edizione del massimo campionato tedesco di pallamano maschile.

Esso è stato organizzato dalla Deutscher Handballbund, la federazione tedesca di pallamano.

La stagione è iniziata il 3 settembre 2011 e si è conclusa il 2 giugno 2012.

Il torneo è stato vinto dal THW Kiel per la 17ª volta nella sua storia.

A retrocedere in 2.Handball-Bundesliga furono il Bergischer HC, il TV Hüttenberg e l'Eintracht Hildesheim.

## Formula
Il torneo fu disputato con la formula del girone unico all'italiana con partite di andata e ritorno.

Al termine della stagione la prima squadra classificata fu proclamata campione di Germania mentre le ultime tre classificate furono retrocesse in 2.Handball-Bundesliga, la seconda serie del campionato.

## Classifica finale
|                     | Pos. | Squadra              | Pt | G  | V  | N | P  | GF   | GS   | DR   | Note                                                             |
| ------------------- | ---- | -------------------- | -- | -- | -- | - | -- | ---- | ---- | ---- | ---------------------------------------------------------------- |
| Germania (bandiera) | 1.   | Kiel                 | 68 | 34 | 34 | 0 | 0  | 1107 | 809  | +298 | Qualificato alla fase a gironi della Champions League 2012-2013. |
|                     | 2.   | Flensburg-Handewitt  | 57 | 34 | 28 | 1 | 5  | 1060 | 907  | +153 | Qualificato alla fase a gironi della Champions League 2012-2013. |
|                     | 3.   | Füchse Berlino       | 53 | 34 | 25 | 3 | 6  | 1016 | 877  | +139 | Qualificato alla fase a gironi della Champions League 2012-2013. |
|                     | 4.   | Amburgo              | 51 | 34 | 25 | 1 | 8  | 1046 | 935  | +111 | Qualificato ai preliminari della Champions League 2012-2013.     |
|                     | 5.   | Rhein-Neckar Löwen   | 48 | 34 | 23 | 2 | 9  | 1044 | 953  | -12  | Qualificato alla EHF Cup 2012-2013.                              |
|                     | 6.   | Magdeburgo           | 39 | 34 | 19 | 1 | 14 | 985  | 940  | +45  | Qualificato alla EHF Cup 2012-2013.                              |
|                     | 7.   | Lemgo                | 38 | 34 | 17 | 4 | 13 | 988  | 979  | +9   |                                                                  |
|                     | 8.   | Frisch Auf Göppingen | 33 | 34 | 15 | 3 | 16 | 901  | 914  | -13  | Qualificato alla EHF Cup 2012-2013.                              |
|                     | 9.   | Nettlestedt Lubecca  | 30 | 34 | 14 | 2 | 18 | 944  | 953  | -9   |                                                                  |
|                     | 10.  | Melsungen            | 30 | 34 | 12 | 6 | 16 | 947  | 993  | -46  |                                                                  |
|                     | 11.  | Gummersbach          | 29 | 34 | 13 | 3 | 18 | 1008 | 1078 | -70  |                                                                  |
|                     | 12.  | Großwallstadt        | 27 | 34 | 12 | 3 | 19 | 865  | 928  | -63  |                                                                  |
|                     | 13.  | Hannover-Burgdorf    | 24 | 34 | 10 | 4 | 20 | 980  | 1050 | -70  |                                                                  |
|                     | 14.  | Balingen-Weilstetten | 24 | 34 | 11 | 2 | 21 | 857  | 936  | -79  |                                                                  |
|                     | 15.  | Wetzlar              | 23 | 34 | 10 | 3 | 21 | 857  | 896  | -39  |                                                                  |
|                     | 16.  | Bergischer           | 17 | 34 | 8  | 1 | 25 | 921  | 1037 | -116 | Retrocesso in 2.Handball-Bundesliga 2012-2013.                   |
|                     | 17.  | Hüttenberg           | 17 | 34 | 6  | 5 | 23 | 883  | 1008 | -125 | Retrocesso in 2.Handball-Bundesliga 2012-2013.                   |
|                     | 18.  | Eintracht Hildesheim | 17 | 34 | 2  | 0 | 32 | 865  | 1081 | -216 | Retrocesso in 2.Handball-Bundesliga 2012-2013.                   |

## Campioni
| Campione di Germania 2011-2012 |
| ------------------------------ |
| THW Kiel 17º titolo            |

## Fonti e Bibliografia
- Handball-Bundesliga story, su bundesligainfo.de.